# Carlo Rainaldi
Carlo Rainaldi, född 4 maj 1611 i Rom, död 8 februari 1691 i Rom, var en italiensk arkitekt, verksam i barockens Rom. Han var son till Girolamo Rainaldi.

## Byggnadsverk i urval
- Sant'Agnese in Agone – fasaden, tillsammans med Francesco Borromini
- Sant'Andrea della Valle – fasaden, tillsammans med Carlo Maderno
- Sant'Antonio dei Portoghesi – koret och tvärskeppen
- San Carlo ai Catinari – altaret i höger tvärskepp
- Gesù e Maria – fasaden och design av interiördekorationen
- Lateranbaptisteriet – restaurering av Cappella di San Venanzio
- San Girolamo della Carità – fasaden
- Sant'Ignazio – Cappella Sacripanto
- San Lorenzo in Lucina – högaltaret och Cappella di Sant'Antonio di Padova
- Santa Maria in Aracoeli – altaret i Cappella Tebaldeschi
- Santa Maria in Campitelli – fasaden och grundplanen
- Santa Maria dei Miracoli – grundläggande planering
- Santa Maria in Montesanto – grundläggande planering
- Santa Maria della Scala – högaltarets tabernakel
- Santa Maria del Suffragio – fasaden, grundplanen och högaltaret
- Santa Maria in Vallicella och Oratorio dei Filippini – Cappella Spada
- Santa Maria in Via – fasadens övre del
- Santa Maria Maggiore – absidexteriören
- Santissimo Sudario dei Piemontesi – kortvarig chefsarkitekt
- Palazzo Borghese – ombyggnadsarbeten
- Palazzo del Grillo – de två portalerna
- Palazzo Mancini
- Palazzo Pamphili
- Villa Pamphili (osäker attribuering)
- Collegio Innocenziano
- Spanska trappan – projektritningar

## Bilder

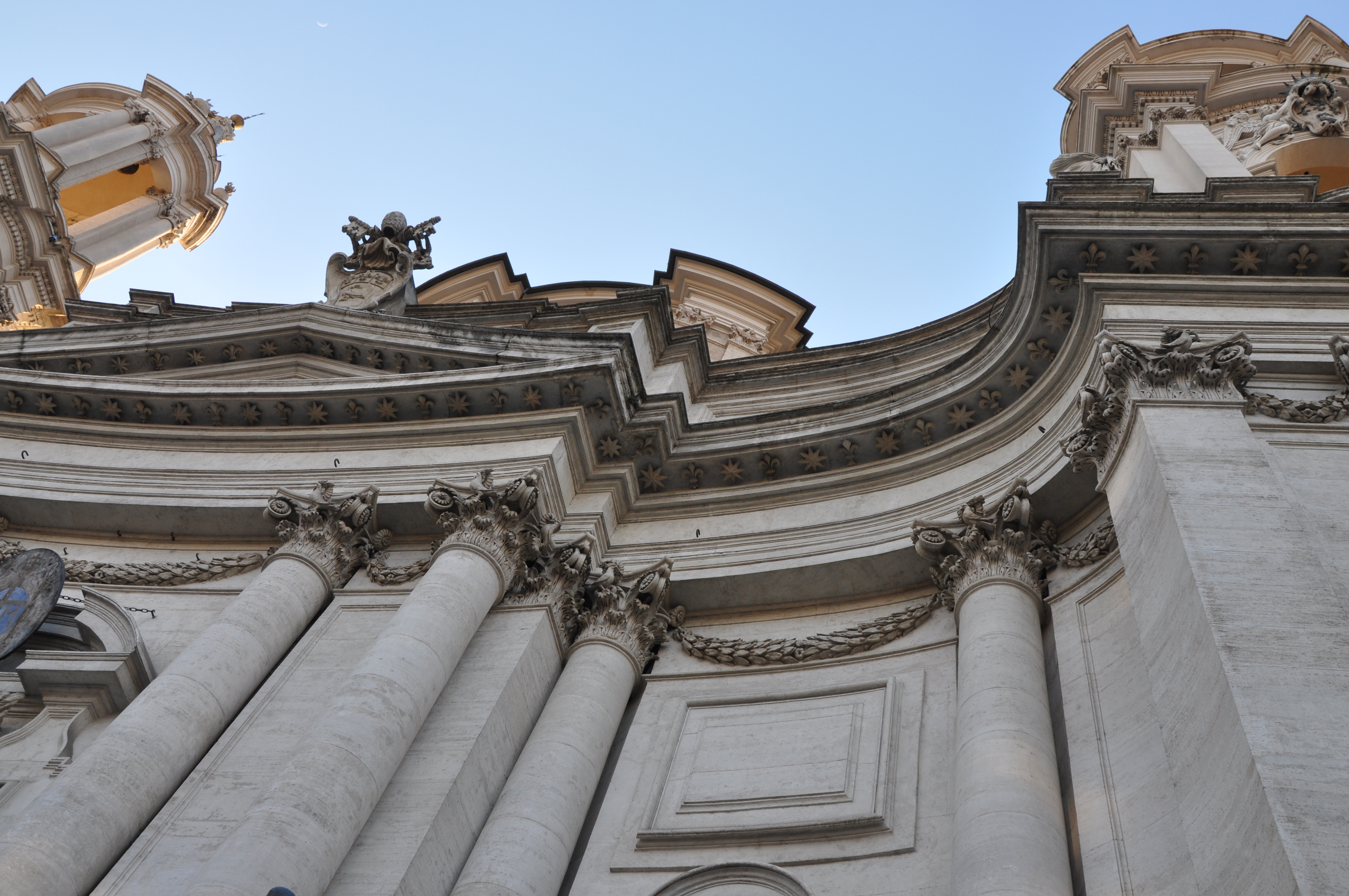
Sant'Agnese in Agone, detalj av den konkava fasaden.
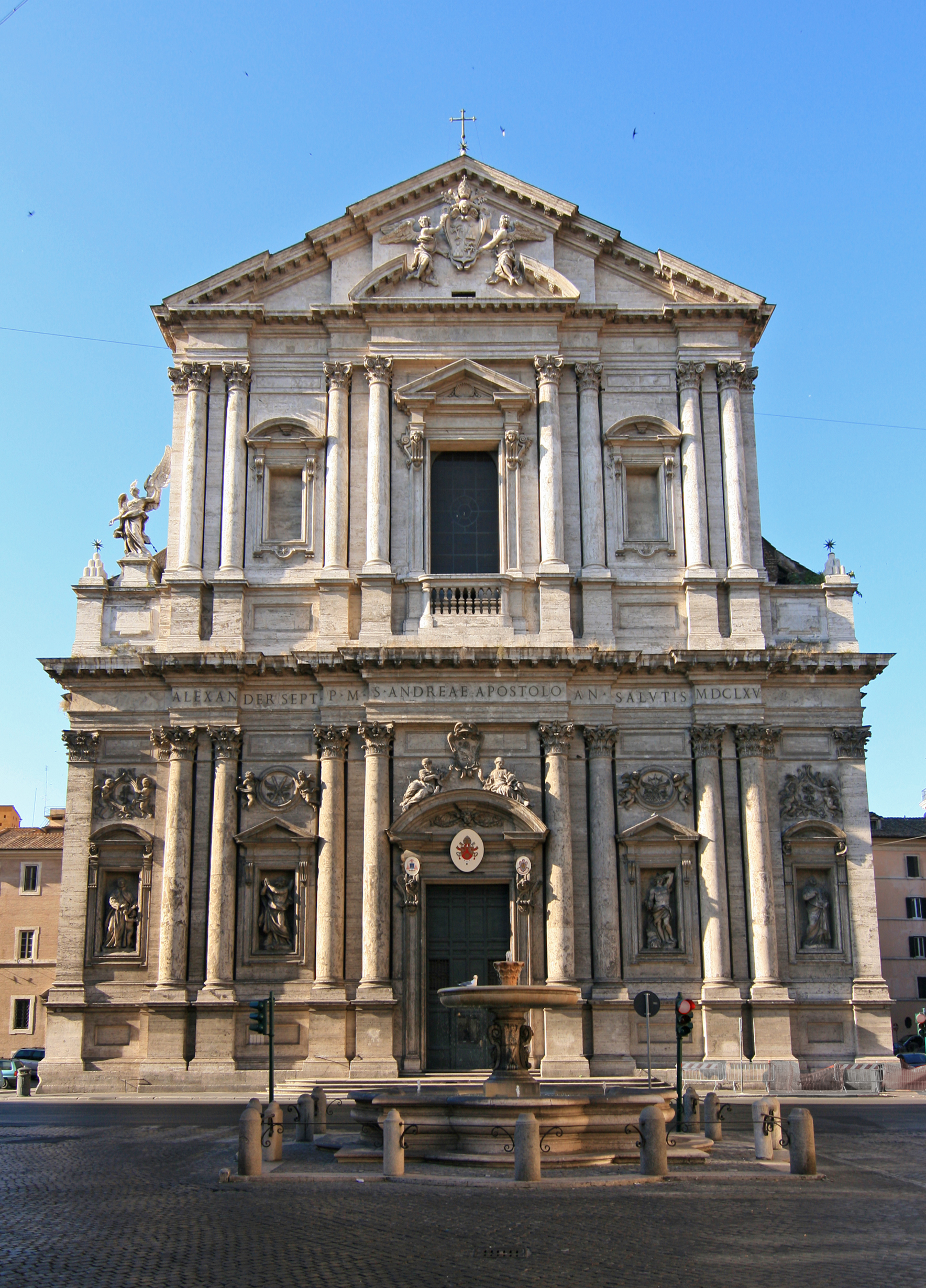
Sant'Andrea della Valle, fasaden.
Santa Maria in Campitelli, fasaden.
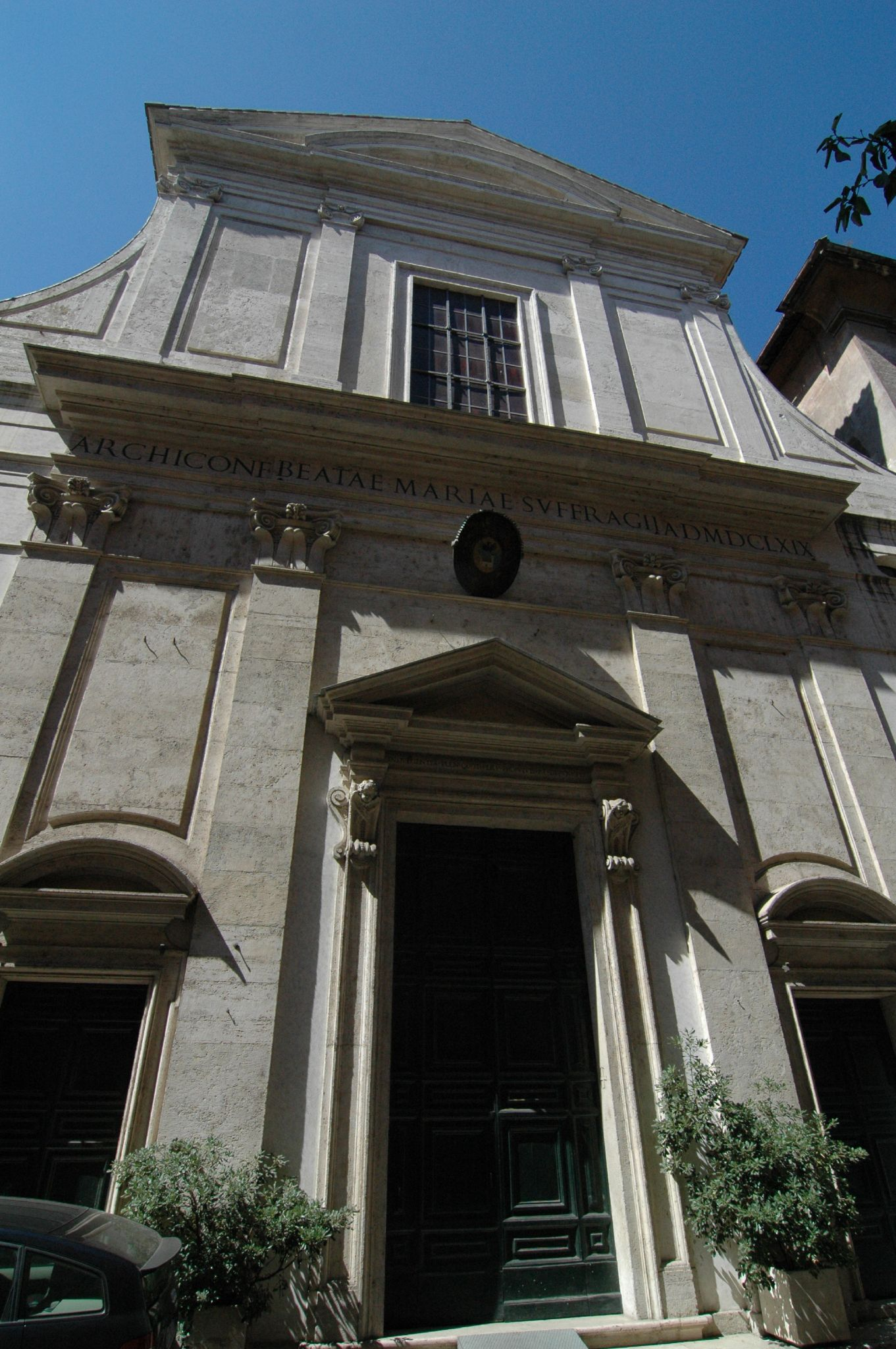
Santa Maria del Suffragio, fasaden.
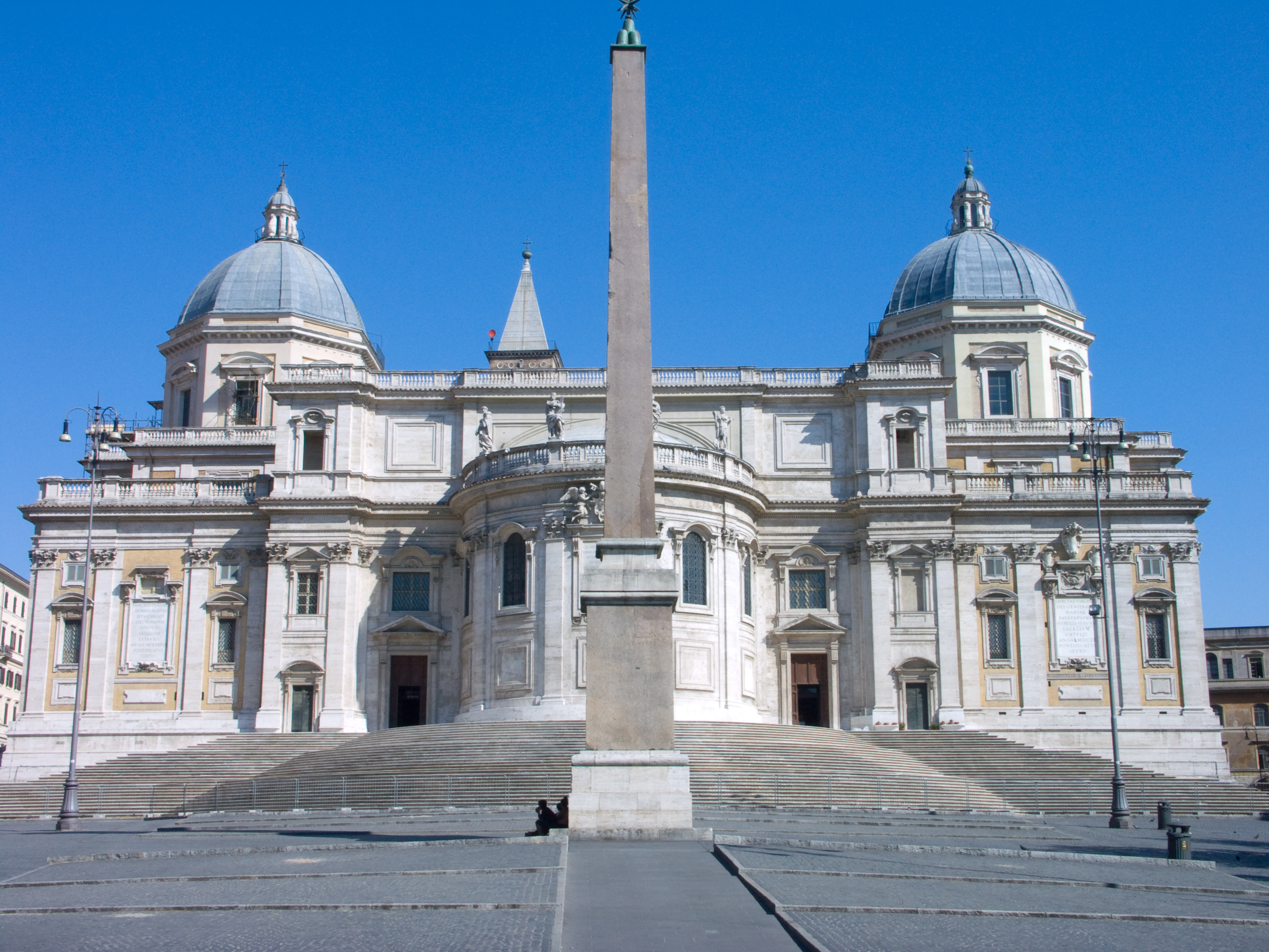
Santa Maria Maggiore, absidexteriören.
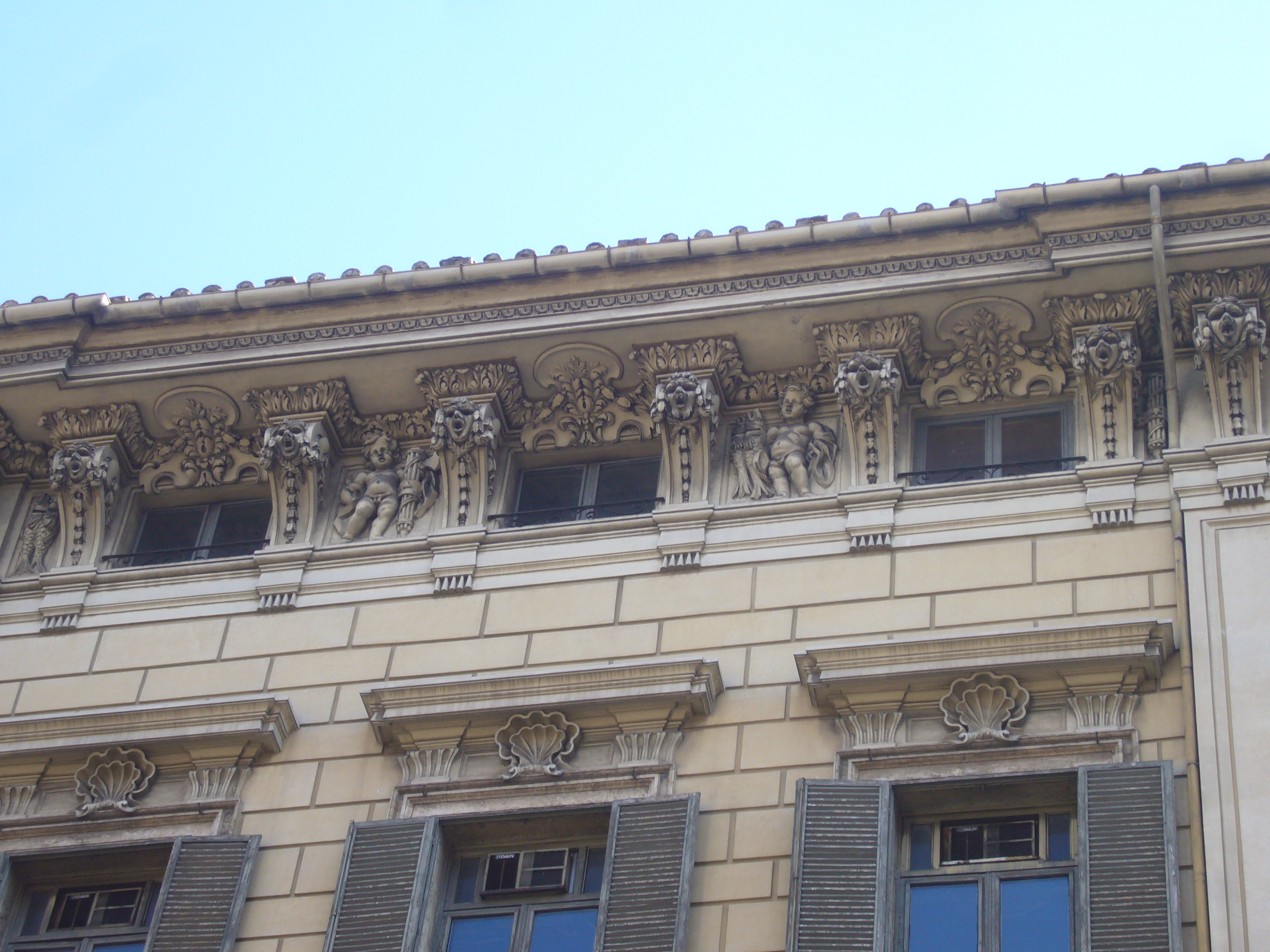
Palazzo Mancini, detalj av fasaden.